# Почепское городское поселение
Почепское городско́е поселе́ние — муниципальное образование в Почепском районе Брянской области Российской Федерации.
Административный центр — город Почеп.

## История
Статус и границы городского поселения установлены Законом Брянской области от 9 марта 2005 года № 3-З «О наделении муниципальных образований статусом городского округа, муниципального района, городского поселения, сельского поселения и установлении границ муниципальных образований в Брянской области».

## Население
| 2009    | 2010    | 2011    | 2012    | 2013    | 2014    | 2015    | 2016    | 2017    |
| ------- | ------- | ------- | ------- | ------- | ------- | ------- | ------- | ------- |
| 17 114  | ↗17 161 | ↘17 148 | ↗17 621 | ↘17 168 | ↘16 975 | ↘16 681 | ↗16 748 | ↘16 663 |
| 2018    | 2019    | 2020    | 2021    |         |         |         |         |         |
| ↗16 687 | ↘16 539 | ↘16 389 | ↘14 991 |         |         |         |         |         |

## Состав городского поселения
| № | Населённый пункт | Тип населённого пункта        | Население |
| - | ---------------- | ----------------------------- | --------- |
| 1 | Почеп            | город, административный центр | ↘14 991   |